# Dolichoderus lutosus
Dolichoderus lutosus es una especie de hormiga del género Dolichoderus, subfamilia Dolichoderinae. Fue descrita científicamente por Smith en 1858.
Se distribuye por Brasil, Colombia, Costa Rica, Ecuador, El Salvador, Guayana Francesa, Guatemala, Guyana, Honduras, México, Nicaragua, Panamá, Paraguay, San Vicente y las Granadinas, Surinam, Trinidad y Tobago y Venezuela. Se ha encontrado a elevaciones de hasta 1480 metros. Vive en microhábitats como la vegetación baja, hojarasca, el forrajes y las ramas.